# Кварнер (хотел)
„Ква̀рнер“ (на хърватски: Hotel Kvarner) е 4-звезден хотел – най-старият както в град Опатия, така и на цялото източно адриатическо крайбрежие. В прочутата му Кристална зала през годините се провеждат културни събития, например значимият по времето на бивша Югославия Опатийски фестивал за забавна музика, състоял се от 1958 до 1986 г. и за последен път през 1993 г., а след него – фестивалът „Дора“ за избиране на хърватска песен за песенния конкурс на „Евровизия“ (от 1992 г. насам). Хотелът е притежание на компанията „Либурния“.

## История
Сградата е построена в рамките на десет месеца и е открита през пролетта на 1884 г. на мястото на някогашните лозя на семейство Томашич 40 години след изграждането на намиращата се наблизо „Вила Анджолина“, в която днес се помещава Хърватският музей на туризма. Замислен е първоначално като санаториум за белодробни заболявания и заради него близкото гробище е преместено на друго място. Зад цялото начинание и вложение стоят австро-унгарското Дружество на южните железници и неговият началник Фридрих Юлиус Шулер, а извършителите на строежа са инженерите Вилхелм и Меезе.
Най-старата част на хотела е южната, намираща се до църквата „Свети Яков“. В построената по-късно северна част се помещават първоначално топли бани, свързани с хотела чрез покрит коридор, които впоследствие изгарят. На тяхно място през 1913 г. е издигната прочутата Кристална зала, в която през годините се провеждат най-тържествените опатийски събития и балове. До самия морски бряг пред хотела има тераса с кафене, която впоследствие е отделена от крайбрежния път. На нея се изявяват множество познати музиканти, сред които се нарежда и известният певец Иво Робич, в чиято памет е издигнат бюст.
„Вила Амалия“ е построена през 1890 г. като пристройка на шестгодишния „Кварнер“, намираща се непосредствено вдясно от Кристалната зала и зад дървената къпалня за хладни бани „Анджолина“ в стил ар нуво, която изгаря напълно в голям пожар през 1989 г. и е препостроена през 2017 г. „Вила Амалия“ е предназначена за най-взискателните гости, които искат да се отдалечат от останалата хотелска клиентела. В нея са отсядали румънската кралска двойка Карол I и Елизабета (известна като Кармен Силва), след това през 1894 г. – немското кралско семейство за срещата на Франц Йосиф I и Вилхелм II, след това – американската танцьорка Айседора Дънкан, както и люксембургския велик войвода Алфред от Насау, който отпразнува тук сребърната си сватба (25 години). В междувоенния период „Вила Амалия“ се сдобива с още един етаж като резиденция на италианската Савойска династия.

### Хотелът днес
Хотелът има 87 стаи, разположени на 3 етажа, свързани с 1 асансьор. Категоризиран е с 4 звезди. Във вътрешността му се намират Кристалната зала, ресторант, бар, басейн с морска вода и плаж за къпане, тъй като обектът се намира до самото море. Обкръжен е от голяма градина с буйна растителност. Днес се нарича Гранд хотел „Кварнер – Амалия“, тъй като се състои от главната хотелска сграда и пристройката „Вила Амалия“. Обновен е през 2014 г.